# Marco Emílio Escauro, o Jovem
Marco Emílio Escauro (em latim: Marcus Aemilius Scaurus), dito o Jovem para distingui-lo de seu pai, que foi cônsul em 115 a.C., foi um nobre romano, governador da Sardenha e da Síria, mas que não conseguiu se tornar cônsul romano.

## Família
Marco Emílio Escauro era filho de Marco Emílio Escauro, cônsul em 115 a.C. e censor em 109 a.C.  Seu avô, também chamado Marco Emílio Escauro, apesar de ser de uma família patrícia, ficou pobre, e trabalhou como mercador de carvão.

## Carreira
Escauro tornou-se famoso pelo teatro que ele construiu, quando era edil, que tinha uma capacidade para 30.000 espectadores e era suportado por 360 colunas de mármore. De acordo com Plínio , este teatro foi mais nocivo aos modos e simplicidade dos romanos do que os expurgos de Sula.
Escauro foi governador romano da Sardenha, quando foi opressivo, mas, acusado de extorsão, foi absolvido por causa da eloquência de Cícero.
Ele tentou obter o consulado, recorrendo à corrupção, mas, mesmo em sua época corrupta, foi banido por isto.
Ele lutou nas Terceira Guerra Mitridática sob o comando de Pompeu, e foi por este nomeado governador da Judeia, ou, segundo James Ussher, governador romano da Síria, em 63 a.C.

## Casamento e filho
Ele se casou com Múcia, após esta ter se divorciado de Pompeio.
Eles tiveram um filho, também chamado Marco Escauro, que, durante a luta entre Otaviano e Marco Antônio, foi condenado à morte, mas foi salvo por sua mãe Múcia.

## Análise
Segundo Horácio, os dois romanos de nome Marco Emílio Escauro, pai e filho, representaram os mais ilustres filhos de Roma, apesar deles possuírem poucas das virtures de seus ancestrais, e se tornaram famosos pela dissimulação, pela subserviência à opinião pública e os caprichos do povo.